# Dovera
Dovera é uma comuna italiana da região da Lombardia, província de Cremona, com cerca de 3.485 habitantes. Estende-se por uma área de 20 km², tendo uma densidade populacional de 174 hab/km². Faz fronteira com Boffalora d'Adda (LO), Corte Palasio (LO), Crespiatica (LO), Lodi (LO), Monte Cremasco, Pandino, Spino d'Adda.

## Demografia
| Variação demográfica do município entre 1861 e 2011                               |
|                                                                                   |
| Fonte: Istituto Nazionale di Statistica (ISTAT) - Elaboração gráfica da Wikipedia |